# Faygo
Faygo est un groupe de Reggae-Dub anglophone originaire de Bretagne composé de 9 musiciens.

## Biographie
Faygo signifie un Salut vrai et sincère envers l'autre dans le dialecte Sranan Tongo, parlé au Suriname, pays où est allé le chanteur du groupe, il y a quelques années.
Ce fut comme une évidence pour le groupe qui est un appel au partage, à l'ouverture d'esprit et au voyage et revisite le genre avec un œil neuf.
Adepte de Reggae Roots et de Dub, et autant influencé par Groundation, The Gladiators, et plus généralement les trio jamaïcains des années 70, que par des groupes plus modernes tels que Katchafire, Fat Freddy’s Drop ou Sebastian Sturm, Faygo mélange dans son reggae des touches de jazz, d'afrobeat, de blues, et de funk. Autant d'influences qui ont façonné chacun des membres du groupe.
Les textes abordent des thématiques contemporaines tel que le gaspillage alimentaire, l'esclavage moderne, la spéculation des médias sur l'insécurité, l'immigration ou encore les dérives de la consommation. Mais ils parlent aussi de nature, d'amour, du partage et du vivre ensemble. Des thèmes auquel le groupe y attache de l'importance. Réputé pour concocter des mélodies accrocheuses à une esthétique moderne, il livre un reggae frais engagé et humaniste qu'il dénomme « Roots Revival ».
Après une tournée en Thaïlande en mars 2020, le groupe devaient enchaîner sur une tournée estival en France, mais la crise sanitaire les coupe dans leur élan et le groupe voit toutes ses dates reportées ou annulées.

## Membres
Roots : chant

See Jay : guitare rytmique, chant

Cid : guitare 

Cody Jahrett : basse

Twan'an : clavier, chœurs

Marcelo : batterie, chœurs

Louri : trompette

Alex: trombone

Thomas: saxophone

## Discographie

### EP
2014 : Faygo

2021 : Blooming Part One

2022 : Blooming Part Two

### Albums studio
2016 : Harvest
2019 : Together